# 오키촌 (오이타현)
오키촌(尾紀村)은 오이타현 시모게군에 설치되었던 촌이다. 현재의 나카쓰시에 해당한다.